# Hymenorchis caulina
Hymenorchis caulina är en orkidéart som beskrevs av Rudolf Schlechter. Hymenorchis caulina ingår i släktet Hymenorchis och familjen orkidéer. Inga underarter finns listade i Catalogue of Life.